# NGC 152
NGC 152 est un amas ouvert situé dans la constellation du Toucan. L'astronome britannique John Herschel a découvert cet amas en 1835. 
Cet amas est situé dans le Petit nuage de Magellan. Son âge est estimé à (1,40 ± 0,20) milliard d'années, sa métallicité à -0,73 [Fe/H], sa masse est égale à 1,67+0,83
−1,27 x 105 {\displaystyle M_{\odot }} ou 0,25+0,07
−0,10 x 105 {\displaystyle M_{\odot }} selon le modèle employé et finalement une luminosité est de 0,80+0,12

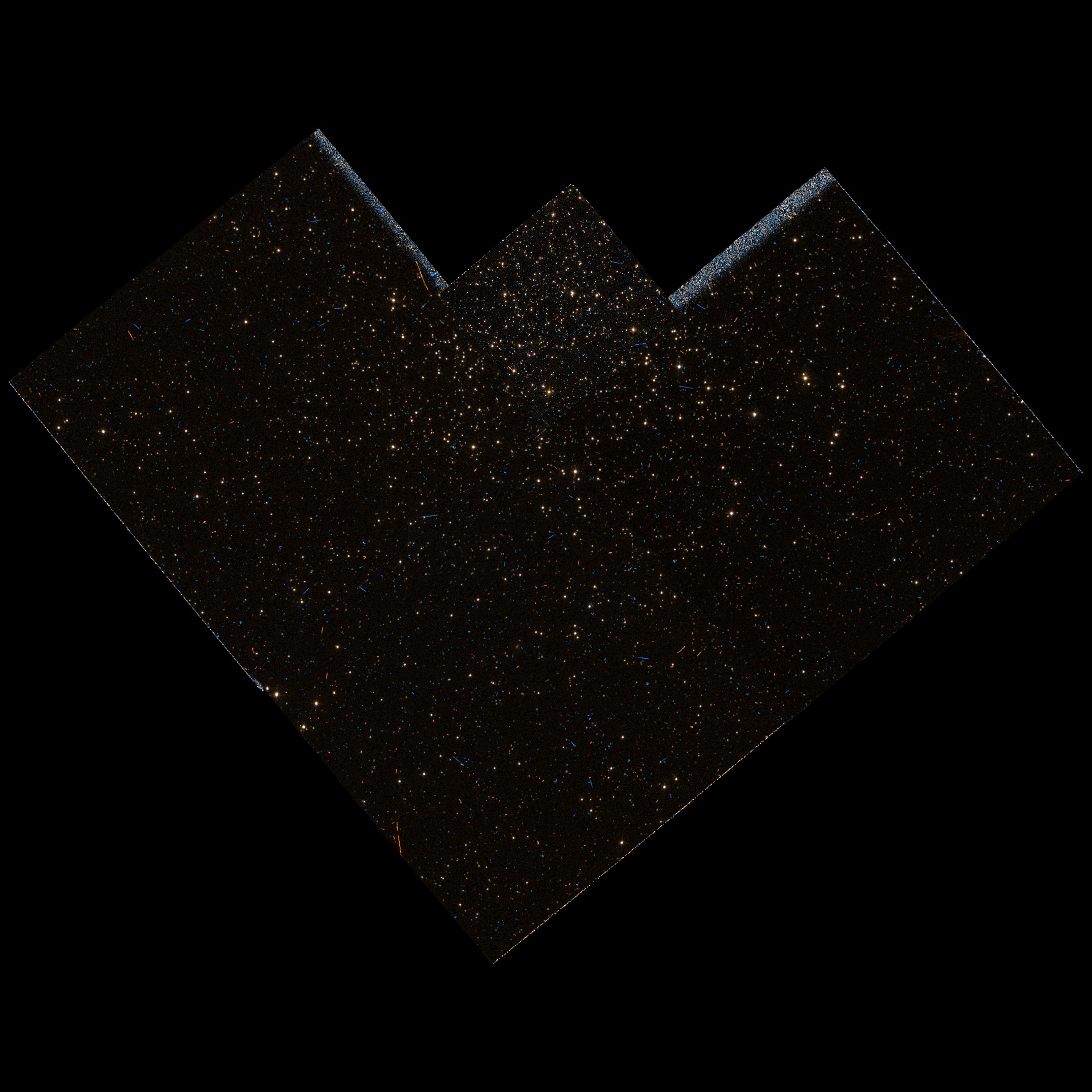
Image de NGC 152 basée sur les données dHubble Legacy Archive.

−0,10 x 105 {\displaystyle L_{\odot }}.  